# 六十铺镇
六十铺镇，是中华人民共和国安徽省阜阳市颍上县下辖的一个乡镇级行政单位。

## 行政区划
六十铺镇下辖以下地区：
夷陵社区、六十铺村、马小村、赵庄村、五十铺村、高菜园村、马桥村、马付村、桃花店回民村、老单村和彭庙村。